# 七九克里介
七九克里介（学名：Krithe chichiuchianga）为荊花介科克里介屬下的一个种。